# Dacryodes nervosa
Dacryodes nervosa là một loài thực vật có hoa trong họ Burseraceae. Loài này được (H.J.Lam) Leenh. mô tả khoa học đầu tiên năm 1963.